# Видовичи
Видовичи — деревня в Печорском районе Псковской области России. Входит в состав сельского поселения «Новоизборская волость».
Расположена на берегу Псковского озера, в 10 км к северо-востоку от волостного центра, деревни Новый Изборск.

## Население
Численность населения деревни на конец 2000 года составляла 104 жителя.
| 2000 | 2001 | 2002 | 2010 |
| ---- | ---- | ---- | ---- |
| 104  | →104 | ↘76  | ↘61  |